# Pickfair
Pickfair est une villa hollywoodienne construite par les acteurs vedettes du cinéma muet Mary Pickford et Douglas Fairbanks. Démolie puis reconstruite, elle se situe au 1143 Summit Drive à Beverly Hills, en Californie.

## Nom
Le nom de Pickfair est un mot-valise formé à partir de la contraction des patronymes de ses deux premiers propriétaires : « Pick » de Pickford et « Fair » de Fairbanks.

## Histoire

### Origine et faste

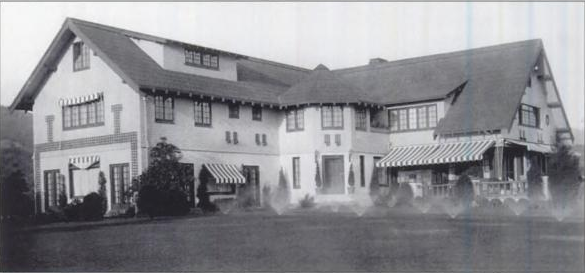
Pickfair dans les années 1920

Lorsque le couple d'acteurs achète la propriété en 1919, il ne s'agit que d'un simple relais de chasse situé non loin du Beverly Hills Hotel, bâti quelques années plus tôt. Ils le transforment avec l'aide de l'architecte Wallace Neff en une somptueuse villa de 22 chambres, la meublent richement et font décorer les plafonds de fresques. Le toit est en cuivre. La villa passe pour être la première de Los Angeles à avoir une piscine privée.
Durant les années 1920, elle devient un haut lieu de mondanités. Acteurs, producteurs, réalisateurs, le tout Hollywood y est reçu dans un esprit de fête. Une invitation à Pickfair équivaut à l'époque à être accepté par le milieu du cinéma, un signe de reconnaissance fort. Les têtes couronnées européennes sont également conviées. Les soirées à Pickfair deviennent légendaires, et l'on voit y défiler George Bernard Shaw, Albert Einstein, Elinor Glyn, Helen Keller, H. G. Wells, Lord Mountbatten, Fritz Kreisler, Amelia Earhart, F. Scott Fitzgerald, Joan Crawford, Noel Coward, Max Reinhardt, Arthur Conan Doyle, Austen Chamberlain, et Harry Lauder. Le neveu de ce dernier, golfeur professionnel et dont la famille possède une propriété à Eagle Rock à Los Angeles, apprend à Fairbanks à jouer au golf.
Dans les années 1930, l'architecte Wallace Neff conçoit les deux ailes de la demeure, ajoutant 20 chambres supplémentaires aux 22 chambres déjà existantes. Fairbanks et Pickford divorcent en janvier 1936. Pickford garde la maison et y réside avec son nouveau mari, Charles « Buddy » Rogers, qu'elle épouse en 1937. Ce dernier avait été son partenaire dans la comédie My Best Girl.

### Déchéance et reconstruction

Pickfair en 2012.

Mary décède à Pickfair en 1979. Vivant recluse ses dernières années, elle ne reçoit que peu de visiteurs et néglige l'entretien de sa maison. L'endroit reste inoccupé plusieurs années après son décès, avant d'être revendu à Jerry Buss, propriétaires des Los Angeles Lakers, pour 5 362 500 dollars, puis en 1988 à l'actrice Pia Zadora et son mari, Meshulam Riklis pour 6 675 000 dollars. Ces derniers annoncent dans un premier temps leur volonté de rénover la maison, mais en réalité la font démolir et en font bâtir une nouvelle, plus grande, à la place, conçue par l'architecte Peter Marino. Attaquée par la critique publique, Pia Zadora se défend en déclarant que la maison était trop dégradée pour être restaurée et qu'elle était infestée par les termites. Tout ce qui reste de l'original Pickfair, ce sont les portes d'entrée de la propriété ornées de la lettre « P ».
Le couple Zadora/Riklis divorce, et Pia Zadora continue à résider dans la demeure jusqu'en 2005 ou 2006.
Pickfair est aujourd'hui la propriété de la société Unicom Systems Inc., depuis avril 2005. La maison est en vente depuis plusieurs années et l'agent immobilier la décrit comme étant « une propriété légendaire qui attend votre restauration ». En 2008, alors propriété de l'homme d'affaires coréen Corry Hong qui la racheta pour 17 650 000 dollars, la demeure est mise en vente pour 60 millions de dollars.

## Description
Depuis sa reconstruction, la maison compte 17 chambres, 30 salles de bain, un garage à 18 places, un ascenseur, une cave à vin, un spa, et une salle de projection. La piscine est d'origine, datant de l'époque de Pickford/Fairbanks.